# Zielonaja Roszcza (obwód orenburski)
Zielonaja Roszcza (ros. Зелёная Роща) – wieś (sieło) w Rosji, w obwodzie orenburskim, w rejonie aleksandrowskim. W 2010 liczyła 268 mieszkańców.